# Heria
Heria – wieś w Rumunii, w okręgu Alba, w gminie Fărău. W 2011 roku liczyła 269 mieszkańców.